# Benjamin Mather Woodbridge
Benjamin Mather Woodbridge (* 5. November 1884 in Williamstown, Massachusetts; † 11. Dezember 1969 in Berkeley, Kalifornien) war ein US-amerikanischer Romanist und Literaturwissenschaftler.

## Leben und Werk
Woodbridge studierte an der Harvard University bei Gustave Lanson. Er promovierte 1913 mit der Arbeit La vie et les oeuvres de Gatien de Courtilz, Sieur du Verger (Baltimore/Paris 1925, New York 1973). Von 1922 bis 1952 war er Professor am Reed College in Portland (Oregon).
Von 1927 bis 1928 weilte er in Belgien und traf dort mit Maurice Wilmotte, Gustave Charlier, Franz Hellens und Maurice Gauchez (1884–1957) zusammen. 1937 gründete er am Reed College die Bibliotheca Belgica (Belgian Collection). Zunehmende Erblindung behinderte seine spätere Forschung.
Woodbridge war ab 1946 Mitglied der Académie royale de langue et de littérature françaises de Belgique. Er war Ehrenpräsident der Association des amis de Jean Tousseul (1890–1944). Am Reed College ist eine Residence Hall nach ihm benannt.
Benjamin Mather Woodbridge war der Vater des Romanisten Benjamin Mather Woodbridge, Jr.

## Weitere Werke
- (Hrsg.) La Semeuse, Chicago 1928 (Anthologie)
- Le roman belge contemporain. Cinq romanciers Flamands: Charles de Coster, Camille Lemonnier, Georges Eekhoud, Eugène Demolder, Georges Virrès, Brüssel 1930